# پم درایر
پم درایر (انگلیسی: Pam Dreyer؛ زادهٔ ۹ اوت ۱۹۸۱) بازیکن هاکی روی یخ اهل ایالات متحده آمریکا است.